# نهائي الدرع الخيرية 1982
نهائي الدرع الخيرية 1982 هي مباراة كرة القدم بين نادي ليفربول وتوتنهام هوتسبير على ملعب ويمبليو أقيمت المباراة في 21 أغسطس من عام 1982. نادي ليفربول كان تحت قيادة بوب بيزلي، والذي فاز بلقب دوري كرة القدم موسم 1981-1982، بينما نادي توتنهام هوتسبي كان تحت قيادة المدرب الإنجليزي كيث بوركينشاو والذي فاز في عام 1982 بلقب كأس الاتحاد الإنجليزي للموسم الثاني على التوالي. فاز ليفربول بالمبارة بنتيجة (1-0) بهدف سجله الويلزي إيان راش، حيث سجل الهدف الوحيد في في الدقيقة الثانية والثلاثين، ليفوز ليفربول باللقب للمرة التاسعة في تاريخه.

## التفاصيل
| ليفربول      | 1–0    | توتنهام هوتسبر |
| ------------ | ------ | -------------- |
| إيان راش 32' | Report |                |

| ليفربول | توتنهام هوتسبر |